# Tiszacsege
Tiszacsege è una città dell'Ungheria di 4.927 abitanti (dati 2001). È situata nella contea di Hajdú-Bihar.